# Campeonato Sul-Americano de Futebol Feminino Sub-20 de 2015
O Campeonato Sul-Americano Feminino Sub-20 de 2015 foi a sétima edição da competição organizada pela Confederação Sul-Americana de Futebol (CONMEBOL) para jogadoras com até 20 anos de idade.
O campeonato ocorreu entre os dias 18 de novembro e 3 de dezembro. O país anfitrião foi o Brasil e todas as dez equipes filiadas à CONMEBOL participaram da competição. A Seleção Brasileira sagrou-se heptacampeã da competição.
Além do Brasil, a Venezuela também se classificou para a Copa do Mundo Sub-20 Feminina de 2016 em Papua Nova Guiné.

## Equipes participantes
| - Argentina - Bolívia - Brasil (Atuais campeãs) (País sede) - Chile - Colômbia | - Equador - Paraguai - Peru - Uruguai - Venezuela |

## Sede e estádios
Todos os jogos foram disputados na cidade de Santos, no estado de São Paulo. As partidas ocorreram na Vila Belmiro, estádio do Santos, e no Estádio Ulrico Mursa, estádio da Portuguesa Santista.
| Santos                       | Santos                       |
| ---------------------------- | ---------------------------- |
| Vila Belmiro                 | Estádio Ulrico Mursa         |
| 23° 57′ 04″ S, 46° 20′ 20″ O | 23° 56′ 49″ S, 46° 20′ 14″ O |
| Capacidade: 16 798           | Capacidade: 7 635            |
|                              |                              |

## Primeira fase
As dez equipes participantes foram divididas por sorteio em dois grupos e disputaram a primeira fase no sistema de turno único. As duas melhores equipes de cada grupo avançaram para a segunda fase da competição. Em caso de empates por pontos, os seguintes critérios de desempate foram aplicados na respectiva ordem:
1. Saldo de gols;
2. Número de gols a favor (gols pró);
3. Resultado do confronto direto entre as equipes empatadas;
4. Sorteio.

Fonte: 
|  | Equipes classificadas para a fase final |
|  | Equipes eliminadas                      |

### Grupo A
| #  | Time      | Pts | J | V | E | D | GF | GC | SG |
| -- | --------- | --- | - | - | - | - | -- | -- | -- |
| 1º | Brasil    | 10  | 4 | 3 | 1 | 0 | 9  | 3  | +6 |
| 2º | Venezuela | 9   | 4 | 3 | 0 | 1 | 9  | 4  | +5 |
| 3º | Chile     | 6   | 4 | 2 | 0 | 2 | 6  | 5  | +1 |
| 4º | Paraguai  | 4   | 4 | 1 | 1 | 2 | 8  | 12 | –4 |
| 5º | Peru      | 0   | 4 | 0 | 0 | 4 | 4  | 12 | –8 |

| 19 de novembro | Paraguai                                                         | 3 – 2     | Peru                                        | Estádio Ulrico Mursa, Santos     |
| 17:00 (UTC−2)  | Vannia Bravo 29' (g.c.) · Jessica Martínez 32' · Fanny Godoy 80' | Relatório | Carmen Quesada 15' · Geraldine Cisneros 19' | Árbitro: COL María Victoria Daza |

| 19 de novembro | Brasil                                | 2 – 1     | Venezuela           | Estádio Ulrico Mursa, Santos |
| 19:10 (UTC−2)  | Jennifer 50' · Gabi Nunes 90+2' (pen) | Relatório | Yenifer Giménez 68' | Árbitro: ARG Estela Álvarez  |

| 21 de novembro | Venezuela                                                               | 4 – 1     | Paraguai             | Estádio Ulrico Mursa, Santos |
| 17:00 (UTC−2)  | Lourdes Moreno 24' · Gabriela García 45+1', 70' · Tahicelis Marcano 90' | Relatório | Jessica Martínez 77' | Árbitro: URU Nadia Fuques    |

| 21 de novembro | Peru                | 1 – 2     | Chile                              | Estádio Ulrico Mursa, Santos |
| 19:10 (UTC−2)  | Alejandra Ramos 89' | Relatório | Katya Ponce 77' · Paulina Lara 81' | Árbitro: ECU Susana Corella  |

| 23 de novembro | Chile | 0 – 1     | Venezuela        | Estádio Ulrico Mursa, Santos     |
| 17:00 (UTC−2)  |       | Relatório | Idalys Pérez 74' | Árbitro: COL María Victoria Daza |

| 23 de novembro | Paraguai                                    | 2 – 2     | Brasil                              | Estádio Ulrico Mursa, Santos |
| 19:10 (UTC−2)  | Jessica Martínez 42' · Griselda López 90+3' | Relatório | Jennifer 48' · Gabi Nunes 64' (pen) | Árbitro: BOL Shirley Cornejo |

| 25 de novembro | Brasil         | 1 – 0     | Chile | Marapé, Santos              |
| 17:00 (UTC−2)  | Gabi Nunes 45' | Relatório |       | Árbitro: ARG Estela Álvarez |

| 25 de novembro | Venezuela                                                      | 3 – 1     | Peru                | Estádio Ulrico Mursa, Santos |
| 19:10 (UTC−2)  | Yosneidy Zambrano 7' · Gabriela García 43' · Alexyar Cañas 63' | Relatório | Alejandra Ramos 75' | Árbitro: BOL Shirley Cornejo |

| 27 de novembro | Chile                                                                 | 4 – 2     | Paraguai                             | Vila Belmiro, Santos        |
| 17:00 (UTC−2)  | Laurie Cristaldo 10' (g.c.) · Katya Ponce 28' · Paulina Lara 39', 66' | Relatório | Amara Safuán 13' · Lice Chamorro 90' | Árbitro: ARG Estela Álvarez |

| 27 de novembro | Brasil                                    | 4 – 0     | Peru | Vila Belmiro, Santos      |
| 19:10 (UTC−2)  | Kélen 17' · Jennifer 29' · Geyse 54', 67' | Relatório |      | Árbitro: URU Nadia Fuques |

### Grupo B
| #  | Time      | Pts | J | V | E | D | GF | GC | SG |
| -- | --------- | --- | - | - | - | - | -- | -- | -- |
| 1º | Argentina | 9   | 4 | 3 | 0 | 1 | 9  | 7  | +2 |
| 2º | Colômbia  | 7   | 4 | 2 | 1 | 1 | 7  | 2  | +5 |
| 3º | Equador   | 7   | 4 | 2 | 1 | 1 | 8  | 4  | +4 |
| 4º | Uruguai   | 4   | 4 | 1 | 1 | 2 | 5  | 10 | –5 |
| 5º | Bolívia   | 1   | 4 | 0 | 1 | 3 | 2  | 8  | −6 |

| 18 de novembro | Uruguai                                   | 3 – 2     | Equador                    | Vila Belmiro, Santos      |
| 16:00 (UTC−2)  | Diana Farías 33' · Yamila Badell 56', 79' | Relatório | Angie Ponce 52', 85' (pen) | Árbitro: PER Silvia Reyes |

| 18 de novembro | Argentina                                                         | 3 – 1     | Bolívia          | Vila Belmiro, Santos         |
| 18:10 (UTC−2)  | Yamila Rodríguez 15' · Lorena Benítez 38' · Micaela Cabrera 90+2' | Relatório | María Aguilar 6' | Árbitro: VEN Yercinia Correa |

| 20 de novembro | Bolívia                 | 1 – 1     | Uruguai          | Vila Belmiro, Santos              |
| 16:00 (UTC−2)  | Marcela Ortíz 68' (pen) | Relatório | Yamila Badell 7' | Árbitro: CHI María Belén Carvajal |

| 20 de novembro | Equador | 0 – 0     | Colômbia | Vila Belmiro, Santos          |
| 18:10 (UTC−2)  |         | Relatório |          | Árbitro: BRA Regildenia Moura |

| 22 de novembro | Colômbia                                     | 2 – 0     | Bolívia | Vila Belmiro, Santos      |
| 16:00 (UTC−2)  | Valentina Restrepo 10' · Pamela Peñaloza 57' | Relatório |         | Árbitro: PAR Olga Miranda |

| 22 de novembro | Uruguai              | 1 – 3     | Argentina                                   | Vila Belmiro, Santos      |
| 18:10 (UTC−2)  | Ana Laura Millan 80' | Relatório | Juana Bilos 15' · Yamila Rodríguez 30', 45' | Árbitro: PER Silvia Reyes |

| 24 de novembro | Bolívia | 0 – 2     | Equador                              | Estádio Ulrico Mursa, Santos |
| 16:00 (UTC−2)  |         | Relatório | Maylin Arreaga 15' · Angie Ponce 71' | Árbitro: PAR Olga Miranda    |

| 24 de novembro | Argentina                              | 2 – 1     | Colômbia         | Estádio Ulrico Mursa, Santos  |
| 18:10 (UTC−2)  | Rocío Correa 24' · Micaela Cabrera 60' | Relatório | Leicy Santos 73' | Árbitro: BRA Regildenia Moura |

| 26 de novembro | Colômbia                                                                                    | 4 – 0     | Uruguai | Vila Belmiro, Santos         |
| 16:00 (UTC−2)  | Valentina Restrepo 54' · Leicy Santos 69' (pen) · Juliana Ocampo 77' · Laura Rentería 90+1' | Relatório |         | Árbitro: VEN Yercinia Correa |

| 26 de novembro | Equador                                                     | 4 – 1     | Argentina           | Vila Belmiro, Santos              |
| 18:10 (UTC−2)  | Kelly Vera 5' · Mariela Jacome 25', 90+4' · Kerlly Real 74' | Relatório | Micaela Cabrera 10' | Árbitro: CHI María Belén Carvajal |

## Fase final
Na fase final, as quatro equipes classificadas competiram no mesmo sistema de turno único e com os mesmos critérios de desempate da primeira fase. A equipe que nesta fase se classificou em primeiro lugar foi considerada campeã do Sul-Americano Sub-20 Feminino de 2015 e juntamente com a segunda colocada se classificou para a Copa do Mundo Sub-20 Feminino de 2016.
|  | Equipes classificadas à Copa do Mundo Sub-20 Feminino de 2016 |
|  | Equipes eliminadas                                            |

| #  | Time      | Pts | J | V | E | D | GF | GC | SG |
| -- | --------- | --- | - | - | - | - | -- | -- | -- |
| 1º | Brasil    | 5   | 3 | 1 | 2 | 0 | 3  | 1  | +2 |
| 2º | Venezuela | 5   | 3 | 1 | 2 | 0 | 4  | 3  | +1 |
| 3º | Colômbia  | 2   | 3 | 0 | 2 | 1 | 1  | 2  | –1 |
| 4º | Argentina | 2   | 3 | 0 | 2 | 1 | 3  | 5  | –2 |

| 29 de novembro | Argentina                         | 2 – 2     | Venezuela                               | Vila Belmiro, Santos         |
| 17:00 (UTC−2)  | Yamila Rodríguez 82' (pen), 90+3' | Relatório | Yenifer Giménez 35' · Vimarest Díaz 42' | Árbitro: BOL Shirley Cornejo |

| 29 de novembro | Brasil | 0 – 0     | Colômbia | Vila Belmiro, Santos      |
| 19:10 (UTC−2)  |        | Relatório |          | Árbitro: PAR Olga Miranda |

| 1 de dezembro | Argentina | 0 – 0     | Colômbia | Vila Belmiro, Santos        |
| 17:00 (UTC−2) |           | Relatório |          | Árbitro: ECU Susana Corella |

| 1 de dezembro | Brasil | 0 – 0     | Venezuela | Vila Belmiro, Santos              |
| 19:10 (UTC−2) |        | Relatório |           | Árbitro: CHI María Belén Carvajal |

| 3 de dezembro | Venezuela                            | 2 – 1     | Colômbia           | Vila Belmiro, Santos |
| 17:00 (UTC−2) | Idalys Pérez 63' · Vimarest Díaz 86' | Relatório | Juliana Ocampo 45' | Árbitro:             |

| 3 de dezembro | Brasil                                 | 3 – 1     | Argentina              | Vila Belmiro, Santos      |
| 19:10 (UTC−2) | Kélen 9' · Jennifer 14' · Marjorie 78' | Relatório | Yamila Rodríguez 90+2' | Árbitro: PER Silvia Reyes |

## Premiação
| Campeonato Sul-Americano Sub-20 Feminino de 2015 |
| Seleção Brasileira de Futebol Feminino           |
| ------------------------------------------------ |
| BRASIL Heptacampeã (7º título)                   |

## Artilharia
6 gols (1)
- ARG Yamila Rodríguez[a]

4 gols (1)
- BRA Jennifer

3 gols (7)
| - ARG Micaela Cabrera - BRA Gabi Nunes - CHI Paulina Lara | - ECU Angie Ponce - PAR Jessica Martínez | - URU Yamila Badell - VEN Gabriela García |

2 gols (11)
| - BRA Geyse - BRA Kélen - CHI Katya Ponce | - COL Juliana Ocampo - COL Leicy Santos - COL Valentina Restrepo - ECU Mariela Jacome | - PER Alejandra Ramos - VEN Idalys Pérez - VEN Vimarest Díaz - VEN Yenifer Giménez |

1 gol (23)
| - ARG Juana Bilos - ARG Lorena Benítez[b] - ARG Rocío Correa - BOL Marcela Ortíz - BOL María Aguilar - BRA Marjorie - COL Laura Rentería - COL Pamela Peñaloza | - ECU Kelly Vera - ECU Kerlly Real - ECU Maylin Arreaga - PAR Amara Safuán - PAR Fanny Godoy - PAR Griselda López - PAR Lice Chamorro | - PER Carmen Quesada - PER Geraldine Cisneros - URU Ana Laura Millan - URU Diana Farías - VEN Alexyar Cañas - VEN Lourdes Moreno - VEN Tahicelis Marcano - VEN Yosneidy Zambrano |

Gols contra (2)
| - PAR Laurie Cristaldo (para o Chile) | - PER Vannia Bravo (para o Paraguai) |  |

Fonte: 
Notas
- a. ^  A jogadora argentina Yamila Rodríguez aparece na listagem oficial de goleadoras fornecida pela CONMEBOL como tendo marcado 7 gols ao longo da competição.[8] No entanto, para fins estatísticos desta página, estão sendo usados os dados fornecidos jogo a jogo pela própria CONMEBOL, onde somados chega-se ao número de 6 gols marcados por Rodríguez ao longo da competição.
- b. ^  A jogadora argentina Lorena Benítez não aparece na listagem oficial de goleadoras fornecida pela CONMEBOL.[8] No entanto, para fins estatísticos desta página, estão sendo usados os dados fornecidos jogo a jogo pela própria CONMEBOL, onde aponta-se 1 gol marcado por Benítez ao longo da competição, mais precisamente na primeira partida da Seleção Argentina, vencida por 3 a 1 contra a Seleção Boliviana.[9]